# Matthias Hofbauer
Matthias Hofbauer, född 22 maj 1981, är en schweizisk innebandyspelare som spelar som forward för den schweiziska innebandyklubben SV Wiler Ersigen. Han har vunnit VM:s poängliga två gånger, 2010 och 2004. Han har spelat några säsonger i Sverige; först för Jönköpings IK säsongen 2002/03 och sedan i IBK Dalen 2007-2009. Med SV Wiler Ersigen spelar han i Swiss Mobiliar League. 
Matthias Hofbauer är bror till Christoph Hofbauer.